# یک شانس دیگر
یک شانس دیگر یا «یک شانس بیشتر» (به انگلیسی: One More Chance) اثر مایکل جکسون خوانندهٔ مشهور به نوشتهٔ آر. کلی که به عنوان تک‌آهنگ آلبوم گردآوری شدهٔ شماره یک‌ها در ۲۰ نوامبر ۲۰۰۳ منتشر شد. این تک‌آهنگ توانست به ترتیب رتبهٔ ۸۳ و ۵ را در جدول ۱۰۰ آهنگ داغ بیلبورد و جدول تک‌آهنگ‌های انگلستان و همچنین رتبهٔ ۱ را در کشورهای ترکیه، مولداوی و ونزوئلا بدست بیاورد.

## نماهنگ

### شرح
نماهنگ (موزیک ویدئو) این اثر چند سال قبل از مرگ مایکل جکسون و در سال ۲۰۰۳ ضبط شد ولی بعد از مرگش به انتشار رسید. در اولین صحنه ویدئو، تصویر یک رستوران خالی دیده می‌شود. میزها و صندلی‌ها مرتب چیده شده و پشت آن‌ها یک صحنهٔ بزرگ قرار دارد. تعداد زیادی از مردم وارد رستوران شده و سپس مایکل جکسون وارد می‌شود، اما جایگاه هنرمند و مردم بر عکس می‌شود؛ مردم در بالای صحنه قرار می‌گیرند و مایکل در پایین صحنه در سالن رستوران.

### نقد
منتقد موسیقی آسوشیتد پرس دربارهٔ این نماهنگ گفت:
«در سال‌های پایانی حرفهٔ مایکل جکسون، سنگینی دنیا و زخم زندگی را در او می‌بینیم. شاید برای همین است که ویدئوی «یک شانس دیگر» بسیار تکان دهنده است. گویا او که از وجود دوربین‌ها خسته و بیزار شده‌است، تصمیم می‌گیرد که مردم مخاطبش، ستاره‌های این ویدئو باشند. او بیشتر از پشت سر نمایش داده می‌شود و مرکز توجه را بر روی حرکات رقصی قرار می‌دهد که او را به شهرت رساند و ما بار دیگر در اعجاز فرومی‌رویم».